# Liste der Baudenkmale in Tützpatz
In der Liste der Baudenkmale in Tützpatz sind alle denkmalgeschützten Bauten der Gemeinde Tützpatz (Mecklenburg-Vorpommern) und ihrer Ortsteile aufgelistet. Grundlage ist die Veröffentlichung der Denkmalliste des Kreises Demmin mit dem Stand vom 18. Dezember 1996. 

## Baudenkmale nach Ortsteilen

### Tützpatz
| ID | Lage                  | Bezeichnung                                                               | Beschreibung | Bild           |
| -- | --------------------- | ------------------------------------------------------------------------- | --- | -------------- |
|    | Demminer Straße 30/31 | Landarbeiterhaus                                                          | |                |
|    |                       | Schlossanlage mit:                                                        | Gutshof mit Wohn- und Wirtschaftsgebäuden |                |
|    | (Karte)               | - Schloss                                                                 | Barocker, 1-geschossiger, 15-achsiger, schlossartiger Putzbau von 1779 mit Rokokoelementen und 2-geschossigem Mittelrisalit; nach Brand von 1908 neubarocker Wiederaufbau | Weitere Bilder |
|    | (Karte)               | - Schlosspark                                                             | englischer Landschaftspark vom 19. Jahrhundert |                |
|    |                       | - Marstall mit Reithalle                                                  | |                |
|    |                       | - Wirtschaftsgebäude von 1765 (neben dem Marstall)                        | |                |
|    |                       | - Geflügelstall                                                           | |                |
|    | Demminer Straße       | - Speicher                                                                | |                |
|    | (Karte)               | Kirche mit Friedhof, Backsteinmauer und zwei Grabstelen 1. Hälfte 19. Jh. | Spätgotische, verputzte Feld- und Backsteinkirche vom 15. Jahrhundert; zweijochiges, einschiffiges Langhaus; polygonaler Chor; jüngerer, nördlicher Anbau; Westturm in Fachwerk mit Pyramidendach vom 18. Jh.; Kirchengestühl, Westempore und Kanzelaltar vom 18. Jh., Grüneberg - Orgel von 1897. | Weitere Bilder |
|    |                       | Kriegerdenkmal 1914/18                                                    | |                |

## Quelle
- Karte der Baudenkmale im Geoportal des Landkreises